# Wybacz i żegnaj
Wybacz i żegnaj (org. Здравствуй и прощай) – radziecki film obyczajowy z 1972 roku w reżyserii Witalija Mielnikowa.

## O filmie
Film był czwartym, pełnometrażowym obrazem Mielnikowa i debiutem scenarzysty Wiktora Mierieżko oraz operatora Jurija Wekslera. Zdjęcia do filmu odbywały się w okolicach Rostowa nad Donem – rodzinnych stronach reżysera z udziałem miejscowych statystów. W ZSRR film miał ogromne powodzenie. Stał się początkiem kariery aktorskiej dla odtwórczyń dwóch głównych ról żeńskich: Ludmiły Zajcewej (Szura) i Natalii Gundariewej (Nadia). Chociaż dla krytyków był jako gatunek trudno definiowalny, zarówno w Polsce jak i w ZSRR był dla nich ciekawym studium życia wsi ukraińskiej końca lat 60. ZSRR.

## Opis fabuły
ZSRR lat 60. XX w. Główna bohaterka filmu – Szura Jarmoluk, to energiczna i zdolna kobieta z inicjatywą, przerastająca swoje wiejskie otoczenie. Jest matką samotnie wychowującą troje dzieci. Przed laty jej mąż porzucił ją i wyjechał "do miasta" w poszukiwaniu "sensu życia". Ludmiła cieszy się dużym powodzeniem u miejscowych adoratorów, zwłaszcza u świeżo upieczonego komendanta miejscowego posterunku milicji – Burowa. Jest w stanie na poważnie potraktować jego starania i nawet myśli o ślubie. Nieoczekiwanie pojawia się jednak mąż Szury – Mitka, który grając rolę skruszonego ojca i męża nawet nie myśli o rozwodzie. Pod wpływem środowiska, męża i emocji jakie wynikają z zaistniałej sytuacji, ostatecznie kobieta odrzuca propozycję Burowa, który oferuje być dobrym mężem i ojcem. Nie będąc w stanie ułożyć sobie życia na nowo i nie chcąc powrócić do poprzedniego, zmuszona jest wybrać trzeci wariant – nic nie zmieniać. Mitka powraca do miasta, a Burow pozostaje dla niej po prostu komendantem lokalnego posterunku.

## Obsada aktorska
- Ludmiła Zajcewa – Szura Jarmoluk
- Michaił Kononow – Mitka
- Oleg Jefriemow – milicjant Burow
- Natalja Gundariewa – bufetowa Nadia
- Wiktor Pawłow – kierowca Waśka
- Aleksandr Diemjanienko – przewodniczący kołchozu
- Borisław Brondukow – Rakow
- Tanja Doronina – Zina
- Sasza Wiediernikow – Żeńka
- Żanna Blinowa – Arisza, córka Szury
- Konstantin Gubienko – Kanadyjczyk
- Wiktoria Tomina – Kanadyjka
- German Łupiekin – adorator Szury
- Anatolij Stołbow – człowiek obsługujący wagę
- Gienrich Siuchin – iluzjonista
- Raisa Migunowa – sprzedawczyni w sklepie kosmetycznym

i inni.